# Châtenay-Malabry
Châtenay-Malabry település Franciaországban, Hauts-de-Seine megyében. Lakosainak száma 35 490 fő (2022. január 1.). Châtenay-Malabry Antony, Verrières-le-Buisson, Clamart, Le Plessis-Robinson, Sceaux és Bièvres községekkel határos.

## Népesség
A település népességének változása:
| Lakosok száma | 32 623 | 33 330 | 33 413 | 33 286 | 34 170 | 34 021 | 34 383 | 34 898 | 35 490 |
|               | 2013   | 2015   | 2016   | 2017   | 2018   | 2019   | 2020   | 2021   | 2022   |